# Hellas Verona Football Club 2000-2001
Questa voce raccoglie i dati riguardanti l'Hellas Verona Football Club nelle competizioni ufficiali della stagione 2000-2001.

## Stagione
Dopo il buon torneo e la salvezza conquistata nel precedente campionato, il tecnico Cesare Prandelli è stato sostituito da Attilio Perotti. Nella stagione 2000-2001, l'Hellas Verona si classifica al quattordicesimo posto a pari punti con la Reggina, si è reso necessario dunque uno spareggio, per decretare quale delle due resti nella massima serie e quale retroceda in B. Gli scaligeri si sono imposti nel doppio confronto, hanno vinto (1-0, gol di Martin Laursen) in casa ed hanno perso (2-1, decisivo il gol di Michele Cossato a tempo quasi scaduto) in trasferta, vincendo comunque il doppio confronto per la rete segnata fuori casa. Con i calabresi sono retrocesse il Napoli, il Bari ed il L.R. Vicenza. Lo scudetto è stato vinto dalla Roma. L'Hellas ha faticato per tutto il girone di andata, chiuso al terz'ultimo posto con 15 punti. Nel girone di ritorno ha invece raccolto 22 punti, riuscendo così ad agganciare il treno salvezza. Autore di 7 reti in campionato Emiliano Bonazzoli è risultato il miglior realizzatore stagionale. A seguire Salvetti con 6 reti; Adailton, Camoranesi, Mutu e Oddo con 4; Gilardino con 3; Italiano e Cossato con 2 e Gonnella e Šerić con 1.
Di Cossato e Laursen le reti nello spareggio.
Nella Coppa Italia gli scaligeri escono nel secondo turno, eliminati dal Piacenza nel doppio confronto, dopo i tempi supplementari.

## Divise e sponsor
Il fornitore di materiale diventa Lotto, mentre lo sponsor commerciale è Net Business.
| Casa | Trasferta | Terza divisa |

## Rosa
| N. |                      | Ruolo | Calciatore          |
| -- | -------------------- | ----- | ------------------- |
| 22 | Italia (bandiera)    | P     | Domenico Doardo     |
| 1  | Italia (bandiera)    | P     | Fabrizio Ferron     |
| 12 | Italia (bandiera)    | P     | Alberto Pomini      |
| 35 | Australia (bandiera) | P     | Jess Vanstrattan    |
| 12 | Italia (bandiera)    | P     | Gianluca Pegolo     |
| 13 | Italia (bandiera)    | P     | Davide Zomer        |
| 26 | Italia (bandiera)    | D     | Luigi Apolloni      |
| 33 | Italia (bandiera)    | D     | Dario Biasi         |
| 6  | Croazia (bandiera)   | D     | Mario Cvitanović    |
| 4  | Italia (bandiera)    | D     | Marco Franceschetti |
| 5  | Italia (bandiera)    | D     | Natale Gonnella     |
| 9  | Italia (bandiera)    | D     | Maurizio Lanzaro    |
| 23 | Danimarca (bandiera) | D     | Martin Laursen      |
| 2  | Italia (bandiera)    | D     | Massimo Oddo        |
| 20 | Croazia (bandiera)   | D     | Anthony Šerić       |
| 3  | Italia (bandiera)    | D     | Carlo Teodorani     |
| 16 | Italia (bandiera)    | C     | Mauro Camoranesi    |
| 17 | Italia (bandiera)    | C     | Marco Cassetti      |
| 8  | Italia (bandiera)    | C     | Giuseppe Colucci    |

| N. |                    | Ruolo | Calciatore          |
| -- | ------------------ | ----- | ------------------- |
| 21 | Italia (bandiera)  | C     | Leonardo Colucci    |
| 25 | Italia (bandiera)  | C     | Andrea Cossu        |
| 7  | Italia (bandiera)  | C     | Claudio Ferrarese   |
| 34 | Italia (bandiera)  | C     | Giancarlo Filippini |
| 15 | Italia (bandiera)  | C     | Vincenzo Italiano   |
| 18 | Italia (bandiera)  | C     | Alessandro Mazzola  |
| 27 | Italia (bandiera)  | C     | Martino Melis       |
| 40 | Italia (bandiera)  | C     | Marco Piovanelli    |
| -  | Italia (bandiera)  | C     | Andrea Pisanu       |
| 19 | Italia (bandiera)  | C     | Emiliano Salvetti   |
| 14 | Italia (bandiera)  | A     | Elvis Abbruscato    |
| 11 | Brasile (bandiera) | A     | Adaílton            |
| 28 | Italia (bandiera)  | A     | Emiliano Bonazzoli  |
| 24 | Italia (bandiera)  | A     | Michele Cossato     |
| 30 | Italia (bandiera)  | A     | Alberto Gilardino   |
| 10 | Romania (bandiera) | A     | Adrian Mutu         |
| 9  | Italia (bandiera)  | A     | Alessandro Sgrigna  |
|    | Grecia (bandiera)  | C     | Lampros Vaggelīs    |

## Risultati

### Serie A

#### Girone di andata
| Arbitro: | Rosetti (Torino) |

|                      |           |              |
| Andersson 80’ (rig.) | Marcatori | 86’ Gonnella |

| Arbitro: | Borriello (Mantova) |

|               |           |           |
| Gilardino 50’ | Marcatori | 64’ Muzzi |

| Arbitro: | Trentalange (Torino) |

|                             |           |  |
| Favalli 53’ (aut.) Mutu 78’ | Marcatori |  |

| Arbitro: | Rodomonti (Teramo) |

|                                       |           |  |
| FRossini 38’ Zenoni 44’ Ventola 90+2’ | Marcatori |  |

| Arbitro: | Rodomonti (Teramo) |

|                            |           |                             |
| Bonazzoli 16’ Italiano 43’ | Marcatori | 26’ Farinós 81’ Hakan Şükür |

| Arbitro: | Bolognino (Milano) |

|                         |           |                              |
| Luiso 52’ Dal Canto 66’ | Marcatori | 54’ Bonazzoli 81’ Camoranesi |

| Arbitro: | Treossi (Forlì) |

|                |           |                                          |
| Oddo 4’ (rig.) | Marcatori | 38’ Candela 45’ Totti 58’, 90’ Batistuta |

| Arbitro: | Nucini (Ravenna) |

|                          |           |              |
| Trezeguet 38’ Zidane 74’ | Marcatori | 89’ Adailton |

| Arbitro: | Saccani (Mantova) |

|                            |           |              |
| Bonazzoli 6’ Gilardino 85’ | Marcatori | 90+1’ Hubner |

| Arbitro: | De Santis (Tivoli) |

|               |           |              |
| Stovini 90+1’ | Marcatori | 1’ Bonazzoli |

| Arbitro: | Rosetti (Torino) |

|              |           |               |
| Bonazzoli 4’ | Marcatori | 22’ Ambrosini |

| Arbitro: | Ayroldi (Molfetta) |

|                        |           |  |
| Chiesa 22’, 50’ (rig.) | Marcatori |  |

| Arbitro: | Paparesta (Bari) |

|                                                      |           |                                  |
| Osorio 54’ C. Lucarelli 61’, 72’ Vugrinec 74’ (rig.) | Marcatori | 9’ Bonazzoli 79’ (rig.) Adailton |

| Arbitro: | Pellegrino (Barcellona Pozzo di Gotto) |

|                       |           |                 |
| Mutu 84’ Adailton 90’ | Marcatori | 77’ C. Bellucci |

| Arbitro: | Braschi (Prato) |

|              |           |  |
| Locatelli 5’ | Marcatori |  |

| Arbitro: | Cassarà (Palermo) |

|  |           |                  |
|  | Marcatori | 37’, 58’ Di Vaio |

| Arbitro: | Saccani (Mantova) |

|               |           |  |
| Materazzi 64’ | Marcatori |  |

#### Girone di ritorno
| Arbitro: | Pellegrino (Barcellona Pozzo di Gotto) |

|                              |           |                               |
| Mutu 53’, 70’ Camoranesi 60’ | Marcatori | 31’ (rig.) Andersson 87’ Said |

| Arbitro: | Saccani (Mantova) |

|                    |           |                 |
| Fiore 39’ Diaz 55’ | Marcatori | 79’ (rig.) Oddo |

| Arbitro: | Collina (Viareggio) |

|                                                |           |                                          |
| Poborsky 14’ Crespo 40’, 76’, 90+1’ Nedved 50’ | Marcatori | 48’ Camoranesi 64’ Gilardino 84’ Cossato |

| Arbitro: | Preschern (Mestre) |

|                   |           |          |
| Salvetti 11’, 90’ | Marcatori | 42’ Doni |

| Arbitro: | Saccani (Mantova) |

|                                  |           |  |
| Vieri 45’ (rig.) Hakan Şükür 71’ | Marcatori |  |

| Arbitro: | Pellegrino (Barcellona Pozzo di Gotto) |

|               |           |  |
| Bonazzoli 56’ | Marcatori |  |

| Arbitro: | Braschi (Prato) |

|                                                |           |                |
| Apolloni 55’ (aut.) Batistuta 60’ Montella 71’ | Marcatori | 27’ Camoranesi |

| Arbitro: | Rodomonti (Teramo) |

|  |           |                        |
|  | Marcatori | 45+2’ (rig.) Del Piero |

| Arbitro: | Collina (Viareggio) |

|               |           |  |
| R. Baggio 22’ | Marcatori |  |

| Arbitro: | Ayroldi (Molfetta) |

|  |           |                                      |
|  | Marcatori | 21’ Marazzina 43’ Cozza 90+3’ Mamede |

| Arbitro: | Paparesta (Bari) |

|                       |           |  |
| Shevchenko 69’ (rig.) | Marcatori |  |

| Arbitro: | De Santis (Tivoli) |

|                           |           |            |
| Salvetti 63’ Italiano 72’ | Marcatori | 90’ Chiesa |

| Verona 13 maggio 2001 30ª giornata | Verona                                 | 0 – 0 referto | Lecce | Stadio Marcantonio Bentegodi (14 595 spett.)\| Arbitro: \| Pellegrino (Barcellona Pozzo di Gotto) \| |
| Arbitro:                           | Pellegrino (Barcellona Pozzo di Gotto) |               |       | |

| Arbitro: | Messina (Bergamo) |

|                        |           |  |
| Pecchia 41’ Amauri 82’ | Marcatori |  |

| Arbitro: | Ayroldi (Molfetta) |

|                                                                  |           |                                  |
| Salvetti 4’, 48’ Adaílton 38’ Falcone 43’ (aut.) Oddo 72’ (rig.) | Marcatori | 3’ Olive 61’, 80’, 90+1’ Signori |

| Arbitro: | Paparesta (Bari) |

|                |           |                      |
| M. Amoroso 69’ | Marcatori | 32’ Oddo 87’ Cossato |

| Arbitro: | De Santis (Tivoli) |

|                        |           |                  |
| Seric 23’ Salvetti 71’ | Marcatori | 51’ Gio. Tedesco |

#### Spareggio salvezza
| Arbitro: | Cesari (Genova) |

|             |           |  |
| Laursen 61’ | Marcatori |  |

| Arbitro: | Braschi (Prato) |

|                           |           |             |
| Zanchetta 42’ Cozza 45+1’ | Marcatori | 86’ Cossato |

### Coppa Italia

#### Secondo turno
| Arbitro: | Braschi (Prato) |

|                             |           |                     |
| Gautieri 74’ Tramezzani 82’ | Marcatori | 50’ (rig.) Adailton |

| Arbitro: | Preschern (Mestre) |

|                     |           |                               |
| Mutu 1’ Mazzola 55’ | Marcatori | 73’ Gilardino 111’ Tramezzani |